# Mura gianicolensi
Le Mura gianicolensi sono un tratto di mura difensive che venne eretto nel 1643 da papa Urbano VIII ad integrazione delle mura leonine (a difesa del Colle Vaticano) e a maggior protezione della porzione di Roma che si estendeva sul lato destro del Tevere.

## Storia delle mura

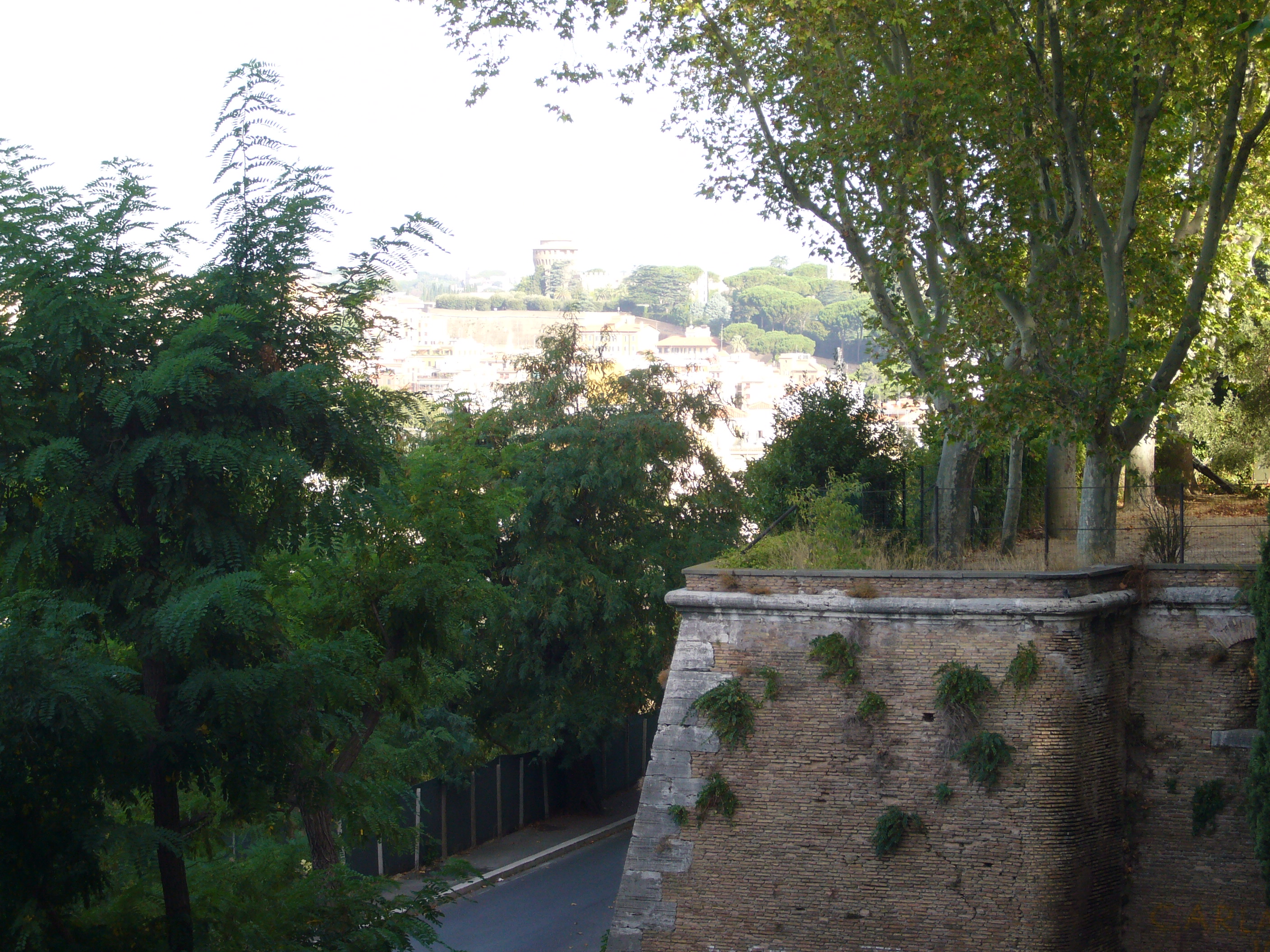
Bastione delle mura gianicolensi dalla passeggiata del Gianicolo

L'esigenza di una fortificazione che impedisse l'accesso a Roma sul lato sud-occidentale derivò da una lotta tra famiglie nobili romane, i Barberini (a cui apparteneva anche il pontefice) e i Farnese, scaturita per motivi di interessi economici e per la politica espansionistica dei primi nei confronti di questi ultimi. La causa scatenante del conflitto, infatti, abilmente predisposta da Urbano VIII, consisteva nel mancato pagamento alla famiglia Barberini delle rendite del Ducato di Castro e Ronciglione (oggi in provincia di Viterbo), retto da Odoardo, signore anche di Parma e Piacenza, e spalleggiato da Venezia, dalla Francia di Richelieu e dal Granducato di Toscana.
Nell'estate del 1641 il papa in persona, alla testa di un esercito di 15.000 uomini con artiglierie, marciò contro il ducato, occupandone il territorio e la città di Castro: gli interessi economici nascondevano infatti considerazioni politiche, oltre a una sorta di faida tra famiglie rivali, e Urbano non aspettava altro che una scusa per far scoccare la scintilla.
La “Guerra di Castro”, con le potenze coinvolte, poteva però rappresentare un pericolo anche per la Santa Sede, per la famiglia Barberini e per i suoi beni in Roma. La città, infatti, sebbene fosse sufficientemente protetta, risultava però pericolosamente esposta sul lato del Gianicolo (troppo vicino, tra l'altro, al Vaticano), dove l'antico confine eretto dell'imperatore Aureliano non era ormai più in condizioni tali da garantire una valida difesa.
L'opera difensiva venne commissionata a Marcantonio De Rossi, architetto non particolarmente famoso ma che, sembra, riuscì ad ottenere l'incarico soprattutto grazie all'amicizia con la potentissima Donna Olimpia Maidalchini. Le misurazioni iniziarono nel 1641, la costruzione alla fine dell'anno successivo e, nel 1643, l'opera era compiuta.
Il nuovo muro, che si ergeva lungo il lato occidentale del Gianicolo, aveva però serie ripercussioni sulle strutture difensive preesistenti; in particolare, venne abbattuto tutto il tratto delle mura aureliane su quel lato del fiume, in quanto interno al nuovo perimetro; per lo stesso motivo risultò ormai praticamente inutile il bastione del Sangallo nelle mura leonine contiguo alla porta Santo Spirito, nonché la porta stessa; inutile anche la porta Settimiana, mentre la porta Portuensis, che veniva a trovarsi 453 metri oltre il nuovo muro, venne abbattuta insieme al tratto aureliano e sostituita dalla nuova porta Portese, più a nord. L'unica struttura che mantenne la sua funzione fu la porta San Pancrazio, in corrispondenza della quale il nuovo muro veniva quasi a coincidere con l'antica cinta Aureliana.

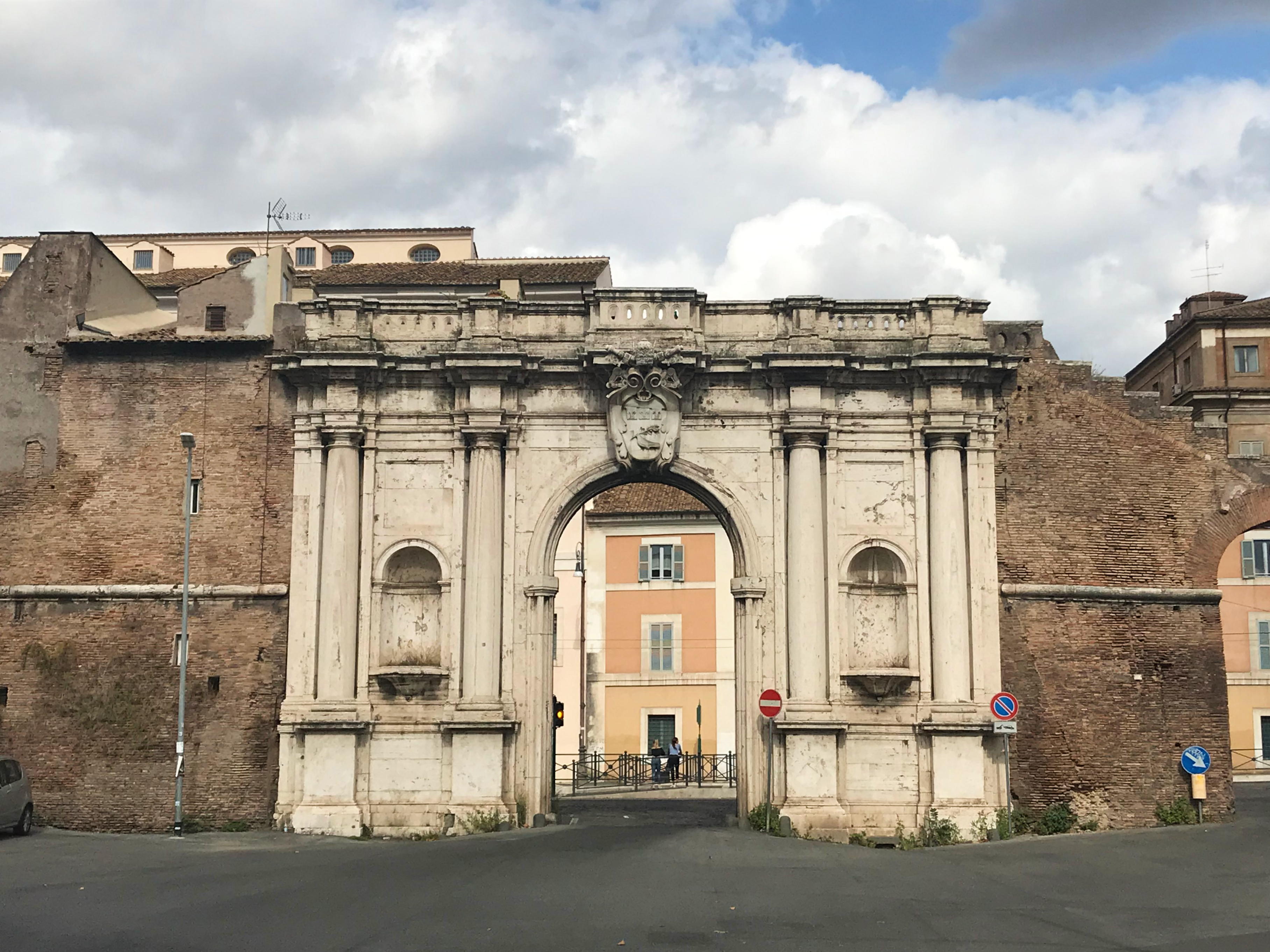
Porta Portese oggi

Nella nuova cinta, dunque, una sola porta venne costruita ex novo. Ultimata nel 1644, porta Portese reca lo stemma di papa Innocenzo X, successore di Urbano VIII che nel frattempo era morto. Da qui, con un prolungamento a ritroso dell'antica strada, inizia la via Portuense, che fino ad allora si faceva partire dalla demolita porta Portuensis, poco più a sud.
Nonostante le paure di Urbano, per due secoli il muro non dovette fronteggiare alcun serio pericolo finché, nel 1849, divenne uno dei principali teatri degli scontri tra l'esercito francese del generale Oudinot (in soccorso del papa al quale stava per sfuggire di mano il potere temporale sulla città) e le milizie della Seconda Repubblica Romana.
Il primo contatto, il 29 aprile 1849, si ebbe nella zona dove già allora, come oggi, si incontravano la via Aurelia antica e l'Aurelia nuova, poi, il giorno dopo, le truppe francesi avanzarono verso porta Angelica e porta Cavalleggeri, ma da questo lato e per tutto il tratto fino a porta San Pancrazio i difensori, arroccati sulle mura, misero in seria difficoltà i francesi: l'assalto alla baionetta e poi la resistenza delle truppe comandate da Garibaldi nell'area della Basilica di San Pancrazio costrinse gli assalitori alla ritirata.
Il secondo scontro, sempre nell'area Villa Pamphili-Porta San Pancrazio, iniziò nella notte tra il 2 e il 3 giugno. Dopo un'intera giornata di battaglia, con continui rivolgimenti di fronte e con un altissimo bilancio di sangue da entrambe le parti, i francesi ebbero la meglio, ma le mura ressero, e i difensori, pur avendo perso qualche posizione, non cedettero.
Ma le mura di Urbano erano state costruite per resistere, forse, alle artiglierie del ‘600. Dopo due secoli la potenza di fuoco era ben diversa, e infatti, aperte ben otto brecce tra porta San Pancrazio e qualche centinaio di metri verso sinistra e distrutta la porta stessa, nella notte tra il 21 e il 22 giugno i francesi si affacciarono sulle mura, sebbene la disperata resistenza in tutta la zona li tenne inchiodati lì fino al 30 giugno, quando venne firmato l'armistizio. Il 3 luglio entrarono in Roma.
Segni della successiva ricostruzione del muro sono ancora visibili, soprattutto nel tratto di viale della Mura Gianicolensi, prima di raggiungere l'incrocio con l'attuale via Fratelli Bonnet (ma anche oltre). Papa Pio IX infatti, appena consolidata la sua posizione, si affrettò a ricostruire il tratto di muro danneggiato, come è testimoniato da alcune lapidi.
La stessa zona sulla sinistra di porta San Pancrazio fu teatro di un altro scontro, il 20 settembre 1870, tra le truppe del generale Nino Bixio e i difensori pontifici. Ma contemporaneamente i bersaglieri entravano da porta Pia, e le truppe papaline si arresero prima il muro gianicolense fosse distrutto per una seconda volta dalle artiglierie.

## Il tracciato

Mappa delle mura

La zona di porta Portese, posta a pochi metri dall'odierno ponte Sublicio, è la più bassa dell'intero tracciato, in quanto subito dopo inizia la salita del colle del Gianicolo, in parte determinata anche dall'innalzamento del piano stradale. Tra la fine del XVII secolo e l'inizio del XVIII tutta l'area divenne centro di svariati insediamenti legati al traffico fluviale: appena all'interno della porta c'era il porto di Ripa Grande, che era il principale approdo del Tevere, di fronte all'antico Emporium, mentre subito fuori Clemente XI fece costruire, nel 1714, il nuovo “Arsenale pontificio”, destinato alla manutenzione del naviglio fluviale commerciale pontificio, rimasto in funzione fino alla fine del XIX secolo quando, con la costruzione dei muraglioni sul Tevere, tutte le attività legate al fiume si dissolsero. Del porto restò memoria soltanto nelle due rampe che scendono al fiume, nelle immediate vicinanze.
Dopo un breve tratto verso nord-ovest il muro piega ad angolo retto verso sud-ovest e prosegue, con un andamento non lineare, costeggiando l'attuale viale delle Mura Portuensi fino a piazza Bernardino da Feltre, dove probabilmente incrociava l'antico tracciato aureliano. Disseminati lungo questo tratto, in cui il muro appare non particolarmente elevato a causa dell'innalzamento del livello stradale, sono visibili tre stemmi di Urbano VIII, apposti però nel 1644, quando quel papa era già morto.
Nulla rimane, ovviamente, del bastione che si ergeva in corrispondenza di viale di Trastevere, aperto in epoca umbertina. Solo procedendo lungo la salita di viale Aurelio Saffi il muro torna ad essere visibile, sulla destra, in uno stato piuttosto degradato. In corrispondenza della prima curva a sinistra del viale è visibile una galleria scavata sotto il muro, adibita in tempi bellici a rifugio antiaereo.
La muraglia continua a salire, e in corrispondenza dell'ultima stretta curva di viale Saffi è visibile un'arcata, chiusa, utilizzata probabilmente anche questa come galleria per il passaggio sull'altro lato. Ancora un breve tratto in direzione sud e poi il muro piega bruscamente a destra, sempre costeggiando la strada che da qui diventa viale delle Mura Gianicolensi.
All'angolo è apposta una targa (piuttosto malridotta) a memoria di lavori di restauro: “PIUS IX PONTIFEX MAXIMUS / PROPUGNACULUM / INNOCENTIO X P M EXTRUCTUM / ANGULIS PRORUENTIS LABE[…] / FATISCENS / NOVA MOLITIONE / A FUNDAMENTIS RESTITUTUS IUSSIT / ANNO MDCCCLXI / IOSEPHO FERRARI PREF. AER.”. Accanto alla lapide una targa “S.P.Q.R. / MDCCCXLIX” riporta agli avvenimenti della Repubblica Romana del 1849. In effetti, tutto il tratto di muro da qui fino circa a porta San Pancrazio è un susseguirsi di segni più o meno visibili di restauri (biffe, rattoppi, tracce di cedimenti e crolli) che evidentemente si protrassero almeno fino al 1861, stando alla lapide di papa Pio IX appena vista.

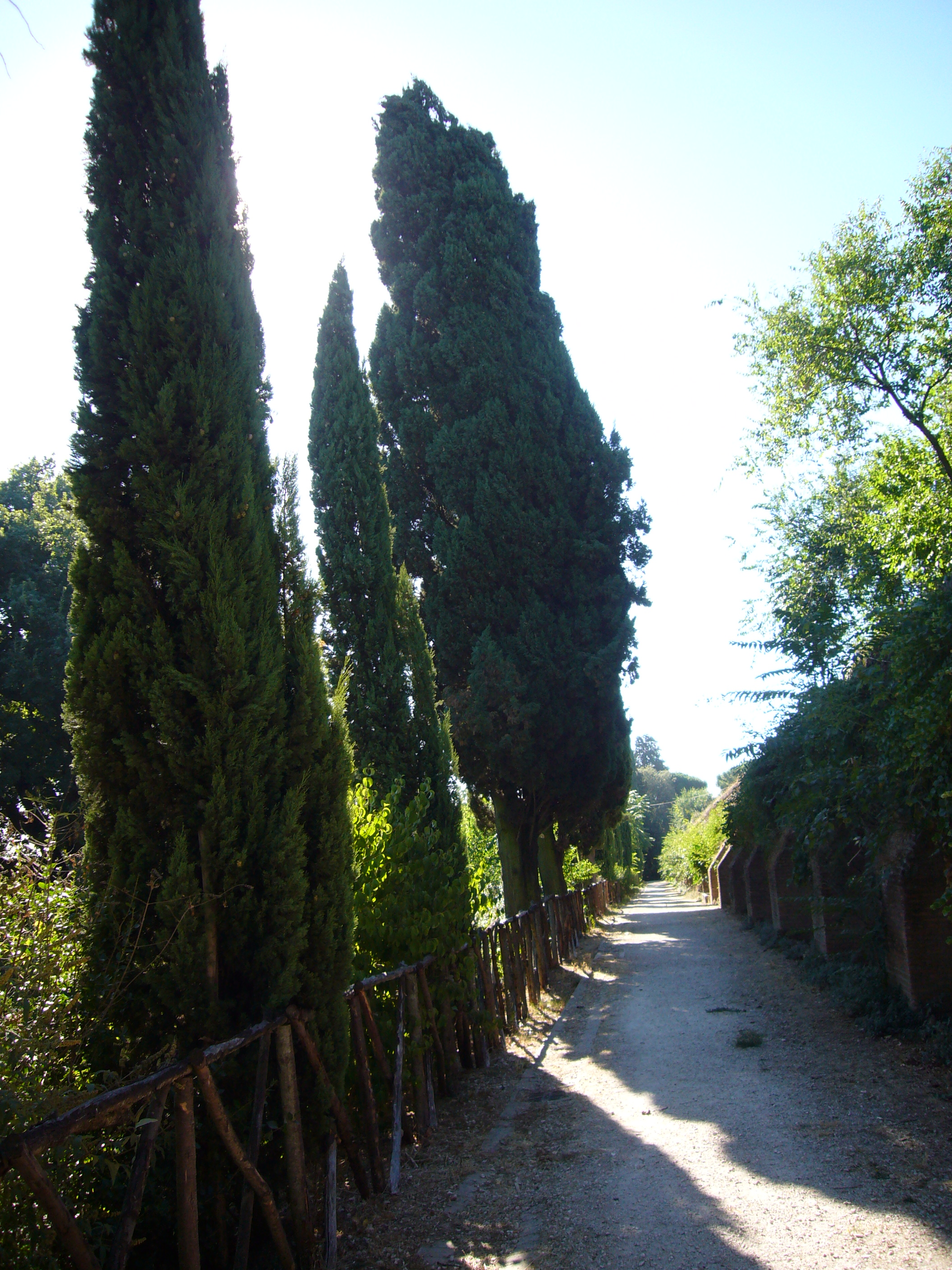
Villa Sciarra, la passeggiata lungo le mura

Per tutto questo primo tratto, fino all'incrocio con via Fratelli Bonnet, il lato interno del muro è occupato dall'area di Villa Sciarra ed è solo parzialmente visibile, in quanto in alcuni punti è coperto da un terrapieno che fornisce, tra l'altro, un moderno esempio dell'antico aggere, come doveva essere quello che accompagnava le mura serviane. A metà circa di questo percorso si apre una posterula, utilizzata come accesso secondario a villa Sciarra. Passare per questo accesso dà un'idea dello spessore, veramente notevole, della base del muro.
Superati i due moderni fornici aperti per motivi di viabilità su via Fratelli Bonnet, inizia il tratto più pesantemente martoriato dalle vicende belliche del 1849, ricordate da due lapidi di recente restauro poste esattamente dove venne aperta una consistente breccia, testimoniata da segni ben visibili. La prima targa, pontificia, posta subito dopo i primi restauri, è accompagnata dai tre stemmi delle famiglie Odescalchi e Mastai-Ferretti e del Comune di Roma: “AN. SAL. REP. MDCCCL / AUCTORITATE PII IX PONT. MAX / S.P.Q.R. / MOENIA IANICULENSIA / IN PERDUELLIBUS EX URBE / FRANCORUM VIRTUTE PROFLIGANDIS / QUI FATISCENTIA QUA DIRUTA / INSTAURAVIT REFECIT / VIRO PRINC, PRAES / PIETRO ODESCALCHI / LAURENTIO ALIBRANDI / VINCENTIO PERICOLI / BARTOLOMEO CAPRANICA / JACOBO PALAZZI / ALEXANDRO TAVANI / BARTOLOMEO BELLI / IOANNE BAPT. BENEDETTI / JOSEPHO PULIERI / ALOISIO POLETTI ARCH. / VIII VIRI / URB CUR”.
La seconda targa, quasi una ripicca (anche linguistica), di tono assolutamente opposto, risalente al periodo immediatamente successivo alla caduta del potere temporale: “IV GIUGNO MDCCCLXXI / S.P.Q.R. / DOPO VENTI ANNI / DA CHE L'ESERCITO FRANCESE / ENTRATO PER QUESTE LACERE MURA / TORNO' I ROMANI / SOTTO IL GOVERNO SACERDOTALE / ROMA LIBERA E RICONGIUNTA ALL'ITALIA / ONORA LA MEMORIA DI COLORO / CHE COMBATTENDO STRENUAMENTE / CADDERO IN DIFESA DELLA PATRIA”.
Nel punto più elevato della cinta muraria si trova la porta San Pancrazio, ricostruita nel 1854 dall'architetto Virginio Vespignani (una lapide testimonia l'intervento) in uno stile ottocentesco che non ha più nulla a che vedere con lo stile precedente ai fatti del '49 né, tanto meno, con quello originale delle mura aureliane. Attualmente la porta è isolata dalle mura per motivi di viabilità.
Tutto il tratto successivo, in discesa, presenta caratteristiche completamente diverse, sia dal punto di vista storico (non ha subito i danni dei bombardamenti e degli assalti), sia dal punto di vista paesaggistico (il pendio piuttosto scosceso non ha consentito uno sviluppo edilizio nelle immediate vicinanze). Il viale delle Mura Aurelie segue pertanto la cinta in modo alquanto tortuoso, seguendo l'andamento del muro e dei bastioni.
Aggirato il primo bastione la muraglia ospita un'edicola in travertino, contenente una statua di Sant’Andrea. La lapide ricorda che in quel luogo venne rinvenuta, abbandonata lì dal ladro che aveva trafugato la reliquia, la testa del santo, conservata nella basilica di San Pietro dal XV secolo: “ANDREAE APOSTOLO URBIS SOSPITATORI / PIUS IX PONT MAX / HIC UBI CAPUT EIUS FURTO ABLATUM REPERIT / MONUMENTUM REI AUSPICATISS. DEDIC. AN. MDCCCXLVII”.
Il muro di Urbano VIII termina, circa 1 km più oltre, unendosi al bastione fatto costruire da papa Pio V nel 1568 circa in corrispondenza dell'attuale palazzo di Propaganda Fide, poco prima di raggiungere largo di Porta Cavalleggeri. Lungo tutto quest'ultimo tratto sono disseminati 12 stemmi di Urbano VIII e 3 di Pio IX; in corrispondenza del soprastante piazzale su cui si erge il monumento a Garibaldi è visibile una posterula murata e piuttosto affossata; una targa a ricordo dei lavori di restauro effettuati nel 1849 nei pressi di porta San Pancrazio e altre due lapidi a ricordo di altrettanti interventi successivi di restauro, curati da Pio IX; la prima, datata 1857, è molto difficilmente leggibile: “PROVIDENTIA PII IX PONT MAX / URBIS MOENIA / A PORTA NOVA PANCRATII HIEROMARTYRIS / AD PORTAM PETRI APOSTOLI PRINCIPIS / MONTIS IMPENDENTIS ALTITUDINE / AC TEMPORIS INIURIA FATISCENTIA / JOSEPHUS FERRARI ANTIST. URB. PRAEF. AERAR. / INSTAURANDA RETICIENDAQUE CURAVIT / AN. CHR. MDCCCLVII”.
La seconda, del 1870, è probabilmente l'ultimo reperto di questo genere attribuibile all'epoca del potere temporale: “PIUS IX PONT. MAX / MURI URBANIANI PARTEM / QUAM LABES COLLIS SUBSIDENTIS / EVERTERAT / A. FUND. REFECIT / ANNO CHR. MDCCCLXX / JOSEPHUS FERRARIO ANTIST. URB. PRAEF. AER.”